# Assassin's Creed III
Assassin's Creed III es un videojuego de acción-aventura de mundo abierto y sigilo en tercera persona desarrollado por Ubisoft Montreal y distribuido por Ubisoft. Es la quinta entrega importante de la serie Assassin's Creed y una secuela directa de Assassin's Creed Revelations de 2011. El juego se lanzó en todo el mundo para PlayStation 3 y Xbox 360, comenzando en América del Norte el 30 de octubre de 2012, con un lanzamiento para Wii U y Microsoft Windows en noviembre de 2012. Se lanzó una versión remasterizada del juego en 2019 para Windows, PlayStation 4, Xbox One y Nintendo Switch, y en 2021 para Google Stadia.
La trama se desarrolla en una historia ficticia de eventos del mundo real y sigue la lucha milenaria entre los Asesinos, que luchan por preservar la paz y el libre albedrío, y los Templarios, que desean la paz a través del control. La historia se ambienta en el siglo XXI y presenta al protagonista de la serie, Desmond Miles, quien, usando una máquina conocida como Animus, revive los recuerdos de sus antepasados para encontrar una manera de evitar el apocalipsis de 2012. La narración principal se desarrolla en la América colonial del siglo XVIII, de 1754 a 1783, y sigue a dos personajes cuyas historias están interconectadas: Haytham Kenway, un templario británico que intenta construir una presencia para su Orden en las colonias durante la Guerra Francesa e India; y Ratonhnhaké:ton / Connor, el hijo medio mohawk de Haytham, que se convierte en un asesino para proteger las tierras de su pueblo y vengar la muerte de su madre, y lucha contra los intentos de los Templarios de influir en el resultado de la Revolución estadounidense.
Assassin's Creed III se desarrolla en un mundo abierto y se presenta desde una perspectiva en tercera persona, con un enfoque principal en el uso de las habilidades de combate y sigilo de cada personaje jugable para eliminar objetivos y explorar el entorno. Connor puede explorar libremente el Boston del siglo XVIII, la ciudad de Nueva York y la frontera estadounidense para completar misiones secundarias alejadas de la historia principal. El juego también incluye un componente multijugador, que permite a los jugadores competir en línea para completar objetivos individuales y por equipos, como asesinatos y evadir perseguidores. Ubisoft desarrolló un nuevo motor de juego, AnvilNext, para el juego. Assassin's Creed III fue uno de los primeros lanzamientos importantes de videojuegos en presentar de forma destacada al pueblo mohawk (Mohawk: Kanienʼkehá꞉ka), un pueblo indígena de habla iroquesa de América del Norte. El equipo buscó capturar la cultura mohawk con la mayor autenticidad posible y consultó con expertos culturales sobre la representación de Connor y otros personajes mohawk. Se lanzaron varios paquetes de contenido descargable (DLC) para Assassin's Creed III, incluyendo La Tiranía del Rey Washington, una expansión de la historia ambientada en una línea temporal alternativa a los eventos del juego base.
El juego recibió críticas positivas, elogiando su jugabilidad, narrativa, ambientación y ambición, mientras que las críticas se dirigieron a la irregularidad en el desarrollo de la mecánica de juego, el diseño de las misiones y el ritmo. Fue un éxito comercial, con más de 12 millones de copias vendidas en todo el mundo. Assassin's Creed III se lanzó junto con un spin-off para PlayStation Vita, Assassin's Creed III: Liberation. Una secuela, Assassin's Creed IV: Black Flag, se lanzó en octubre de 2013. Si bien su narrativa moderna continúa a partir de los eventos de Assassin's Creed III, la trama principal se desarrolla durante la Edad de Oro de la Piratería a principios del siglo XVIII y sigue al padre de Haytham y al abuelo de Connor, Edward Kenway. Otra precuela, Assassin's Creed Rogue, que detalla el ascenso y la caída de los Templarios y los Asesinos en la América colonial, respectivamente, se lanzó en noviembre de 2014.

## Argumento
La historia es la continuación directa de la entrega anterior. Desmond y sus compañeros, localizan y llegan a la bóveda de los precursores, lugar que Júpiter mostró a Desmond durante su coma; entran en una cripta que lleva mucho tiempo cerrada, el "Gran Templo", elegido por la primera civilización como almacén para guardar sus conocimientos. Poco después de su llegada, aparece Juno para mostrar a Desmond momentos de la vida de un nuevo antepasado, Haytham Kenway.
En 1751, Haytham Kenway entra en el Teatro Real de Londres en la representación de la ópera del mendigo. Allí asesina a un hombre y le roba un amuleto. Reginald Birch, un hombre londinense y amigo de Haytham, descubre que "El Gran Templo" de "Los que vinieron antes" está en el Estado de Nueva York, así que envía a Haytham a Nueva Inglaterra para reunirse con otros compañeros de la Orden.
Haytham es recibido en Boston por uno de los hombres de la lista, Charles Lee. Juntos reúnen a los demás hombres de la lista, William Johnson, John Pitcairn, Benjamin Church, al que salvan antes de que el matón de un esclavista llamado "Cutter", lo mate y un viejo amigo de Haytham, Edward Braddock. Finalmente se reúnen todos en la Taberna Green Dragon, donde Johnson les dice que el amuleto que había traído Haytham es del estilo de una tribu Mohawk, a la cual tiene esclavizada Silas Thatcher. El grupo decide ir al fuerte Southgate, Church acaba con Silas y Haytham libera a los prisioneros, entre ellos una chica Mohawk llamada Ziio.
Lee y Haytham viajan al pueblo de Lexington, donde ha sido vista la mujer Mohawk. Haytham la encuentra y ella le dice que sabe dónde está la puerta del "Gran Templo" y que sólo se lo enseñará si le ayuda a echar de esas tierras a los "extranjeros", comandados por un hombre al que llaman "El Bulldog" (Braddock). El grupo de Haytham y algunas tribus de la zona tienden una emboscada a los "extranjeros" y Haytham asesina a Braddock. La mujer Mohawk, Ziio, cumple su promesa y lo lleva hasta la puerta del "Gran Templo", pero una vez allí y para decepción de Haytham, el amuleto no abre nada y decide seguir con su búsqueda. Haytham se reúne con el grupo para introducir formalmente a Charles en su orden, que sorprendentemente es la orden de los Templarios. Haytham y Ziio mantienen una relación apasionada. Esta relación termina rápidamente, ya que Ziio se niega a aceptar la forma de actuar del templario. Haytham se marcha ignorando que ella espera un hijo suyo.
A partir de este momento, en el presente, el vínculo ancestral de Desmond pasa a ser el hijo de Ziio, Ratonhnhaké:tön. En 1760, Ratonhnhaké:tön, con tan sólo 5 años de edad, es atacado brutalmente por Charles Lee y sus compañeros mientras jugaba con los demás niños de su aldea en un bosque cercano a esta. Este le ordena que transmita un mensaje a los suyos, quiere saber donde se encuentra el templo de los precursores. El niño le jura a Charles que algún día lo encontrará y lo matará. Charles y el resto de templarios se burlan de él y le golpean antes de irse. Al recuperar el sentido, el niño vuelve a casa, ve cómo su aldea arde entre llamas y como su madre muere, diciéndole justo antes que sea fuerte. La historia da un salto de 10 años y vemos como el personaje es ya un adolescente, Ratonhnhaké:tön, que vive en una nueva aldea, y que debe participar en un rito de iniciación en el que tendrá que interactuar con uno de los fragmentos del Edén. Durante el viaje posterior al rito, la diosa Juno se dirige a él para encargarle la protección del "Santuario" (Templo en el que Desmond se encuentra en el presente). Juno le muestra un futuro en el que su nación es aplastada y le ofrece una alternativa, el símbolo de los asesinos. Ratonhnhaké:tön debe buscar a un hombre que ayudó a su madre en el pasado y que guarda una conexión especial con el símbolo mostrado por Juno. Al encontrar al hombre, llamado Achilles,(un antiguo Asesino) se encontrara con su continuo rechazo. Finalmente el joven consigue demostrar su valor al derrotar a un grupo de ladrones que pretende asaltar a su reacio mentor, es entonces cuando el anciano se compromete a entrenarlo. Para integrarse mejor en el Nuevo Mundo, Achilles aconseja al joven que cambie su nombre por el de Connor.
Tras varios años de entrenamiento intensivo, Connor, ya puede vestir el atuendo de los Asesinos y usar sus herramientas para luchar contra los templarios que amenazan su poblado. Connor, se ve envuelto en un altercado, los ciudadanos de Boston están provocando disturbios por la Ley del Timbre, todos los indignados van a la casa de aduanas y aunque Connor intenta evitarlo, los guardias disparan (por culpa de Charles Lee) a la multitud, produciéndose así, la Masacre de Boston. Lucha con sus aliados y poco a poco va reviviendo a la hermandad de asesinos durante los sucesos de la revolución estadounidense, al acabar con los templarios leales a su padre.
Achilles informa a Connor que el peligro ahora es John Pitcairn y parte hacia Lexington y Concord para avisar a las milicias de que los Regulares Británicos están en camino, lo que hoy en día es conocido como Cabalgata de Medianoche. Al día siguiente llegan los regulares y Pitcairn les dice a los rebeldes que se disuelvan, pero un soldado británico abre fuego y empieza la Guerra de Independencia de los Estados Unidos. Connor dirige la Batalla de Concord, los patriotas vencen y la historia pasa del 19 de abril al 17 de junio, en la Batalla de Bunker Hill. Connor consigue, con la ayuda de Israel Putnam, hacer que John Pitcairn salga de Boston y vaya al campamento lealista, Ratonhnhaké:ton atraviesa el campo de batalla y se infiltra en las filas enemigas, asesinando a John Pitcairn y cogiendo un documento, de esta manera, descubre un complot contra el Comandante Washington.
El conspirador resulta ser Thomas Hickey. Connor llega hasta él e inician una persecución por la ciudad hasta que son detenidos, en la prisión de Bridewell, Connor es encerrado mientras que Hickey es liberado por Charles Lee. Charles y Hickey le dicen a Connor que será ejecutado por conspirar contra Washington. En la ejecución, Connor escapa con ayuda de los Asesinos y mata a Hickey antes de que este asesine a Washington. Tras esto, Connor irrumpe en el Congreso Continental, Filadelfia, durante la Declaración de Independencia de los Estados Unidos de América, el 4 de julio de 1776.
El camino de Connor lo lleva a enfrentarse directamente a su padre, Haytham, este le revela las verdaderas intenciones de los templarios, no quieren apoyar a los británicos como Connor creía, simplemente quieren manipular los acontecimientos para asegurarse de que, llegado el momento, su orden se quedara con el poder. Haytham y Connor llegan a una tregua temporal, colaborarán mientras sus intereses coincidan en apoyar la causa de la independencia, pero en el fondo, cada uno alberga la esperanza de convencer al otro de su ideología, por lo que su alianza tendrá un carácter endeble. Haytham quiere ver muerto y deshonrado a George Washington y que Charles Lee asuma el mando, por su parte, Connor ansía cumplir su promesa y acabar con Charles y así vengar el ataque sufrido por su tribu y proteger su futuro.
Connor se ve obligado a asesinar a Haytham, cuando la agresión de su padre y el deseo de proteger a Charles, no le dejan otra alternativa. Tras esto se dirige a enfrentarse a su enemigo, el último templario importante. El ataque inicial de Connor deja a Charles Lee gravemente herido, exhausto, Connor sigue a Lee hasta una taberna, en la que los dos rivales comparten un momento de reflexión silenciosa. Resignado a su destino Lee no hace nada para protegerse y el Asesino lo mata y recupera el amuleto de la primera civilización.
Pero Connor no tiene mucho que celebrar, entiende que la nueva nación no ha perdido las viejas actitudes imperialistas y racistas británicas contra las minorías afroamericanas y los indígenas; y a pesar de que entre los rebeldes durante años entre los colonos habían llegado a ser tan populares las palabras: libertad e igualdad, la esclavitud sigue siendo una triste realidad social. Además, descubre que su tribu tuvo que dejar su tierra natal, debido a que George Washington y el gobierno estadounidense, ha comprado la tierra de los indígenas para pagar las deudas de la guerra y les obligó a irse.
Connor regresa a su aldea, ahora en ruinas y encuentra un fragmento del Edén y lo utilizara para comunicarse con Juno, quien se muestra impasible ante la desgracia de su pueblo, simplemente esta satisfecha porque cumplieron con su cometido. Juno comunica a Connor su última misión, esconder el amuleto donde nadie puede encontrarlo. Este decide esconderlo en la tumba de Connor Davenport, enterrado junto a su padre Aquilles, quien murió de viejo un par de años antes, algo que resume perfectamente el terrible precio que ha pagado por enviar el amuleto a su futuro dueño.
En el presente, Desmond debe volver a la estructura de Abstergo, al sur de Roma, donde fue hecho prisionero en el primer Assassin's Creed. Se ve obligado a volver allí porque los templarios capturaron a su padre, William, ya que consiguió recuperar un artefacto en Egipto para obligarlos a volver y que les den el ""Fruto del Edén"". Tras utilizar los poderes del "Fruto" para liberar a su padre y matar a Warren Vidic, Desmond encuentra el amuleto que ocultó su antepasado y una vez abierta la cámara interna del "Gran Templo", Juno le dice que sabe cómo salvar al mundo del inminente cataclismo, pero que para eso, ella tendría que renacer y él morir. A continuación, aparece Minerva, que le cuenta a Desmond la verdad, que ella y otros líderes de la primera civilización intentaron evitar la catástrofe, que Juno aprovechó la confusión y el caos para conquistar el mundo, no para salvarlo y al descubrirse su traición, fue condenada a muerte junto a sus cómplices, sus cuerpos se encerraron en lo más profundo del "Gran Templo" pero Juno, logró sobrevivir y transmitió su conciencia al "Gran Templo" por medio de la tecnología de la "transcendencia" y estuvo planeando durante miles de años y dirigiendo de forma sutil la historia humana, hasta llegar a su encuentro con Desmond.
Para terminar Minerva advierte a Desmond de que si accede a los deseos de Juno, la humanidad del futuro terminará esclavizada, puesto que Juno odia profundamente a los humanos porque considera que son la causa del fin de su pueblo y todos los que amaba. Minerva se ve obligada a explicar a Desmond las opciones que tiene y sus efectos:
Si no libera a Juno, permitirá que la llamarada solar acabe con la mayor parte de la humanidad, Desmond sobrevivirá y guiaría a los supervivientes, convirtiéndose en un nuevo guía espiritual para una nueva humanidad renacida, sus palabras durarán mucho tiempo tras su muerte natural, pero como siempre sucede en los ciclos de la civilización humana, sus palabras y la religión nacida de ellos se distorsionará a través de los siglos y se utilizará para esclavizar a las masas, como ya ha sucedido en épocas anteriores.
Si libera a Juno, Desmond es necesario para activar la máquina, ya que sólo él tiene la concentración del ADN de los precursores necesarios para encenderlo, pero esto lo matará. La humanidad sobrevivirá, pero permitirá a Juno liberarse del templo e intentar esclavizar a la humanidad.
Desmond se niega a dejar morir a la humanidad alegando que siempre hay esperanza y dice que la Hermandad tendrá que encontrar una manera de luchar contra Juno en el futuro, por lo que decide sacrificarse a sí mismo, despidiéndose de su padre, de Shaun y de Rebecca y diciéndoles que abandonen el templo. Los tres obedecen y Desmond activa la máquina, lo que genera una especie de campo de defensa en todo el mundo. Lo que se describe en las noticias como una aurora boreal mundial que protege la vida y la civilización de la radiación solar. Desmond muere y durante los créditos finales vemos como Juno, ya liberada, se eleva sobre el cadáver de este y le dice que jugó bien su papel y que ahora debe cumplir el papel de ella.
Después de los créditos, vemos el epílogo de la historia de Connor, heredó la casa de Aquiles, va al sótano donde se guardaban las armas y la ropa de la Orden, toma las fotos de todos los Templarios y las quema, fuera, en la entrada de la casa, retira el hacha de guerra, que había plantado allí cuando era joven.

## Modo de juego
La sincronización al 100% regresa en la entrega, pero ahora se ve como la experiencia en un juego de RPG, siendo posible volver al último punto de control a intentar el objetivo sin repetir la misión.
Todo lo visible se puede visitar sea un monte a los kilómetros o una cueva, todo se puede descubrir ya que la Frontera es 1.5 veces más grande que la Roma en la cual se centraba Assassin's Creed: Brotherhood. En el juego destacan tres zonas principales, las ciudades de Boston y New York, y la zona rural de "La Frontera", un mapa lleno de árboles, y animales de todo tipo. El jugador puede interactuar con animales domésticos, alimentárlos o darles caricias, cuando son amigables; habrán animales con actitudes hostiles u otras inofensivas, si se presenta un animal hostil como osos o lobos entre otros salvajes los cuales no solo estarán enfocados en seguir al jugador sino que llevaran su propia vida aleatoriamente y si no damos indicios de nuestra presencia o no nos atravesamos en su camino seguirán su vida normalmente; hay animáles domésticos no amigables como los perros guardianes que acompañan a la guardia, los cuales descubrirán al jugador en sus escondites. Pero estos animales interactúan con el jugador y con el ambiente en un entorno excepcionalmente realista.
Los edificios son de poca altura lo cual permite escalarlos de una manera más rápida, los edificios y la fauna influirán en la forma de movernos. Cada persona tiene sus propias y diversas acciones, dándole al juego un ambiente más social y de mayor interacción con los ciudadanos.
Los Asesinos en las colonias se encuentran al borde de la desaparición, representados únicamente por Achilles Davenport hasta la llegada de Connor, para agrandar la hermandad, opcionalmente se puede liberar las dos ciudades del juego (Boston y Nueva York) de la influencia de los templarios. Cada ciudad está dividida en 3 zonas, tras ponerse en contacto con el jefe de la resistencia, en cada zona se encontrará múltiples tareas como liberar a civiles o detener a extorsionadores de mercaderes. Al complétarlas aparecerá una misión final, por cada distrito, que normalmente consiste en acabar con el líder templario. Realizar esta actividad concede puntos de experiencia, objetos, llaves de los cofres, y tras liberar una zona, más miembros para el gremio de asesinos, que al igual que en Assassins Creed Brotherhood, podrán ser enviados a realizar misiones a distintas ciudades, y ser llamados a colaborar con el personaje.
En 'Assassin's Creed III hay 4 gremios en total que te aceptarán como miembro a partir de las Secuencia 5. Para llamar la atención de cada organización, simplemente debes realizar la misma actividad que ellos. Cada uno contiene misiones secundarias y desafíos que alargan notablemente la vida del juego y desbloquean recuerdos para la mansión Davenport.

### Mejoras
Se implementó todo un conjunto de condiciones para dar un realismo superior al de las entregas anteriores:
El movimiento del protagonista posee muchas mejoras, una de ellas es que el personaje es más ágil al realizar sus movimientos, se ha añadido la capacidad de saltar sobre obstáculos como cercas muros bajos o troncos caídos, o deslizarse debajo de obstáculos, pero se ve afectado por los cambios de clima, y estaciones ya que la nieve limita la movilidad, y algunas superficies se hallaran muy lisas debido a la lluvia que habrá frecuentemente en el juego, lo que obliga al jugador a desplazarse por tierra explusivamente o a tener que trepar los árboles para desplazarnos. Además, podremos seguir el rastro de los enemigos a través de la nieve, mostrando una mayor dependencia en que escenario nos encontremos. Dentro de otras novedades; en esta entrega el jugador podrá escalar árboles y paredes de roca. Otros métodos variados de movimiento también Elementos para correr también han sido agregados, incluyendo saltar a través de ventanas dentro de casas y salir hacia árboles o a techos, aunque este último evento sea tan solo una cinemática integrada, ya que no podremos quedarnos dentro de la casa para explorar la misma.
El sistema de fijarse en un objetivo ha sido eliminado y reemplazado por la selección automática de un enemigo.
El sistema de combate ha sido mejorado, puesto que ahora hay más animaciones nuevas durante las luchas. Los modos de defensa y contraataque ahora son considerablemente más difíciles, eventualmente varios enemigos pueden atacar al mismo tiempo, el combate estará enfocado en la ofensiva de parte del jugador, y la eficacia de los ataques dependerá de la sutileza y la velocidad con que se ejecuten. Los jugadores pueden utilizar dos armas, como la combinación de un arma de medio o largo alcance con otra de corto alcance, mientras que el combate y el sigilo han sido completamente rediseñados para que cuenten con nuevos elementos, incluyendo los "encuentros dobles", "asesinatos múltiples", y asesinatos en cadena. Se podrán hacer acciones de contexto, como el uso de enemigos como escudos humanos.
En esta entrega también se añadió un sistema de combate naval donde el Connor tomará el control de una nave llamada Aquila, para cumplir parte de la línea principal del juego, así como misiones basadas en contratos privados, como librar líneas comerciales de piratas y defender barcos comerciales, que al ser cumplidos reducirán el riesgo al comerciar en determinadas rutas.
La Aquila usa un sistema de navegación a 2 velocidades, media vela y a toda vela, la velocidad afecta la capacidad de respuesta de la nave. Las condiciones climáticas también repercuten sobre las naves, navegar durante tormentas dificulta el control y los disparos, también expone a a nave a sufrir daños por las olas; en todo momento se debe estar pendiente de la dirección del viento que puede ralentizar o ayudar a acelerar al barco, e incluso desviar las municiones. Las "Capítanías de Puerto" ubicadas en los puertos de las distintas ciudades, permiten al jugador elegir sus destinos para viajes rápidos, comprar mejoras para la Aquila, y seleccionar las misiones a jugarse.

## Personajes
- Noah Watts como Ratonhnhaké:ton.
  - Jamie Mayers como el joven Ratonhnhaké:ton.
- Neil Napier como Charles Lee.
- Robin Atkin Downes como George Washington.
- Adrian Hough como Haytham Kenway.
- Kaniehtiio Horn como Kaniehtí:io.
- Roger Aaron Brown como Achilles Davenport.
- Kevin R. McNally como Robert Faulkner.
- Nolan North como Desmond Miles.
- John de Lancie como William Miles.
- Danny Wallace como Shaun Hastings.
- Akwiratékha Martin como Kanento:kon.
- Alex Ivanovici como el doctor Lyle White.
- Allen Leech como Thomas Hickey.
- Andreas Apergis como el general Israel Putnam.
- Angela Galuppo como Deborah Dobby Carter.
- Tony Robinow como Rupert Martin.
- Bruce Dinsmore como Paul Revere.
- Carlo Mestroni como el general Edward Braddock.
- Danny Blanco Hall como Jacob Zenger y Daniel Cross.
- David Francis como Oliver.
- Dawn Ford como Amanda Bailey.
- Elle Newlands como Diana y Catherine Kerr.
- Gideon Emery como Reginald Birch.
- Graham J. Cuthbertson como Benedict Arnold.
- Graham McTavish como el doctor Benjamin Church.
- Harry Standjofski como Godfrey,
- JB Blanc como David Walston.
- Joe Cobden como Clipper Wilkinson.
- John Emmet Tracy como Thomas Jefferson
- Jonathan Walker como James Barrett.
- Julian Casey como Duncan Little.
- Lucinda Davis como Prudence.
- Marcel Jeannin como Jaime Colley.
- Margaret Easley como Minerva.
- Mark Lindsay Chapman como Samuel Adams.
- Nadia Verrucci como Juno.
- Phil Proctor como Warren Vidic.
- Richard Cant como Matthew Davenport.
- Rick Jones como Benjamin Franklin.
- Robert Lawrenson como John Pitcairn.
- Shawn Baichoo como Stephane Chapheau.
- Thor Bishopric como John Hancock.
- Tod Fennell como Mason Weems.
- Vince Corazza como Marquis De Lafayette.
- Vlasta Vrana como John Parker.
- Iain De Caestecker como Fillian McCarthy.
- Jennifer Seguin como el Animus.
- Jaimi Barbakoff como Eleanor Mallow.
- Aisling Bea como Emily Burke.
- Brian Cowan como John O'Brien.
- Katie McGuinness como Gillian McCarthey.
- Guy Sprung como William Johnson.

Entre las voces adicionales se encuentran:
- Aaron Cross
- Adrian Burhop.
- Adrian Schiller.
- A.J. Henderson.
- Wyatt Bowen.
- Dean Patrick Fleming.
- Eliza Jane Schneider.
- Alain Goulem.
- Alex Bisping.
- Douglas Hooper.
- David Ganly.
- Dusan Dukic.
- Eleanor Noble.
- Kanentokon Watias Hemlock.
- Cary Lawrence.
- Clive Brewer.
- Cory McComber.
- Damian O'Hare.
- Annakin Slayd.
- Andrew James Henderson.
- Andrew Shaver.
- Dan Jeannotte.
- Daniel Curshen.
- Kaniento:ton Kyle William.
- Emma Stevens.
- Eric Davis.
- Ewan Bailey.
- Fred Tatasciore.
- Karoniakeron.
- Lee Boardman.
- Leith Mahkewa.
- Kwetio Goodleaf.
- Greg Kramer.
- Holly Gauthier-Frankel.
- Ioseriio Diabo-Dione.
- Aoife McMahon.
- Atsenhakèniate Lazare.
- Brady Moffatt.
- Brian Wrench.
- James Goode.
- James Loye.
- James A. Woods.
- Warona Setshwaelo.
- Wentahawi Dionne-Elijah.
- Vincent Messina.
- Jessica Mackenzie.
- Jim Ward.
- Trevor White.
- Timothy Watson.
- John Voce.
- Theo Devaney.
- Joe McFadden.
- John Kay Steel.
- Simon Peacock.
- Julia Lenardon.
- Stuart Martin.
- Susan Glover.
- Terrence Scammell.
- Robbie Stevens.
- Robert Dean.
- Quincy Armorer.
- Nicholas Boulton.
- Noel Burton.
- Patrick John Costello.
- Paul Hopkins.
- Pauline Little.
- Peter Bramhill.
- Martin Watier.
- Mary Katherine Harvey.
- Mary McComber.
- Matt Holland.
- Michael Rudder.
- Michel Perron.
- Maria Bircher.
- Mark Antony Krupa.
- Mark Camacho.
- Maggie Owen.

## Desarrollo
El desarrollo sobre Assassin's Creed III comenzó casi inmediatamente después del lanzamiento de Assassin's Creed II en 2009, por un equipo de desarrolladores Sénior de Ubisoft; ha estado en desarrollo durante 3 años, más que la primera parte de la saga. Posteriormente, cuando Ubisoft reveló por primera vez Assassin's Creed: Brotherhood en 2010, nuevos detalles salieron a la luz, inclusive se pensaba entre la comunidad de videojugadores que este título sería Assassins Creed III; esto fue aclarado por los desarrolladores quienes dijeron que sería un título diferente y que la tercera entrega tendría personajes diferentes a los existentes en los títulos anteriores. Respecto a esto, Patrice Désilets, director creativo de la serie, dijo que dicha franquicia ha sido planeada como una trilogía; también comentó sobre la historia de Assassins Creed III, diciendo que se centrará en la búsqueda del asesino para evitar el fin del mundo en 2012 y su carrera contra el tiempo para encontrar templos construidos por civilizaciones antiguas.

## Marketing

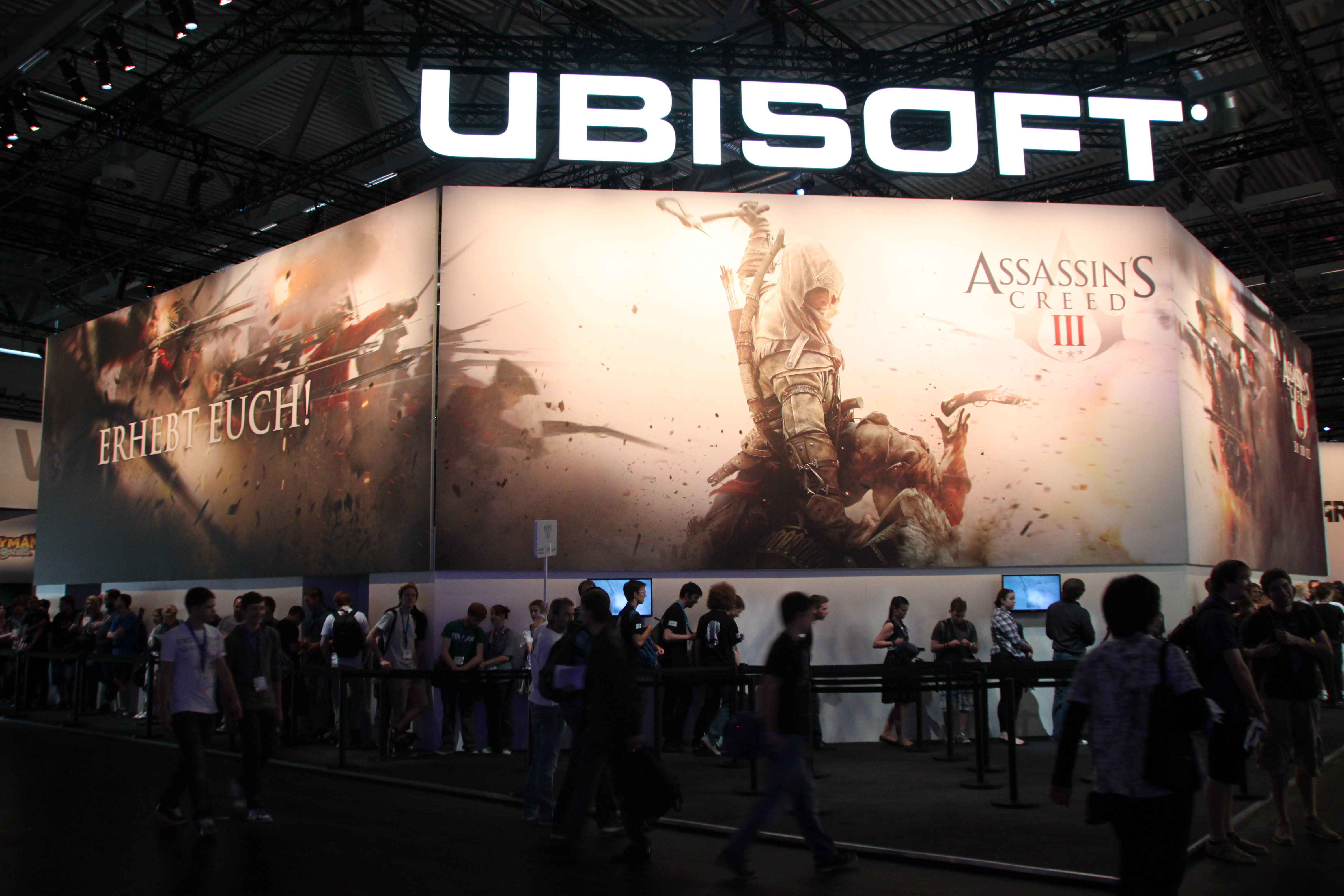
Stand de Assassin's Creed III en Gamescom 2012 (Colonia, Alemania).

Como forma de atraer al público en general hacia el Videojuego, Ubisoft ha contratado a los exitosos futbolistas Sergio Ramos y Gerard Piqué para que protagonicen los vídeos de su campaña de Marketing, "Yomerebelo". En estos, Ramos y Piqué se ven vestidos con equipos de Fútbol caracterizados con símbolos de los Assassin jugando un partido contra un equipo con jugadores vestidos de Templarios, mientras se intercala con fragmentos del principal Tráiler Cinemático de Assassin's Creed 3. Finalmente, ambos jugadores, de frente a la cámara se colocan una capucha típica Assassin mientras exclaman "Yo me Rebelo".
Si bien ambos vídeos gozan de una gran calidad y a pesar del estatus de ambos futbolistas, los Fanáticos de la serie y del Videojuego en sí se han mostrado bastante inconformes con esta campaña de publicidad, dando opiniones sumamente variadas, pero más negativas que positivas.

## Recepción
El juego ha recibido críticas en su mayoría positivas desde su lanzamiento, con la mayoría de los críticos elogiando los efectos visuales, la historia, el estilo de combate, la mecánica de caza y el sistema de Homestead, mientras que algunos se quejaron de los glitches del juego. Los sitios web recopilatorios de críticas GameRankings y Metacritic le dieron a la versión de PlayStation 3 un 79,77% y un 81/100, la versión de Xbox 360 un 86,80% y un 84/100, la versión de Wii U un 82,20% y un 85/100 y la versión de PC un 80,75% y un 80/100 respectivamente.
Sin embargo a muchos jugadores de la saga, no les pareció dinámica la historia del juego, por falta de historia y originalidad a comparación de su antecesor y predecesor.
En octubre de 2013 se lanzó el sexto título de la saga, Assassin's Creed IV: Black Flag. Esta entrega estaría protagonizada por un nuevo protagonista.

## Música
La banda sonora fue compuesta por Lorne Balfe, quien, junto con Jesper Kyd, ya se había hecho cargo de la música para Assassin's Creed: Revelations.